# Harald Schwenzen
Harald Stammann Fries Schwenzen, född 18 maj 1895 i Glücksberg, Tyskland, död 16 april 1954 i Oslo, var en norsk skådespelare.
Schwenzen debuterade på Nationaltheatret 1918, och stannade där under resten av sin karriär. Han var en allsidig skådespelare som bland annat spelade Don Carlos och Peer Gynt, men blev mest känd för sin framställning av sårade, ensamma själar samt för karaktärskomiska roller. Under ockupationen blev han som ordförande i Skuespillerforbundet arresterad flera gånger, och satt i fångenskap i Tyskland 1944–1945.

## Filmografi
- 1920 – Mästerman
- 1922 – Pan (även regi och manus)
- 1925 – Två konungar
- 1926 – Till Österland
- 1929 – Laila
- 1930 – Kristine Valdresdatter
- 1932 – Lalla vinner!
- 1944 – Kommer du, Elsa?
- 1948 – Kampen om atombomben
- 1948 – Trollforsen
- 1951 – Kvinnan bakom allt
- 1953 – Den evige Eva